# Жан де Бребеф
Жан де Бребе́ф (фр. Jean de Brébeuf), або ж Святий Жан де Бребеф (25 березня 1596, Конде-сюр-Вір — 16 березня 1649, Гурон) — французький місіонер-єзуїт що проповідував християнство індіанцям Нової Франції на території сучасних канадських провінцій Квебек і Онтаріо.
Приїхавши до Нової Франції у 1625 році, він займався місіонерською діяльністю до самої смерті (за виключенням короткочасного повернення до Франції у 1629—1633). Він проповідував, головним чином, гуронам, вивчив їхню мову і культуру, залишивши докладні описи життя цього народу.
У 1649 році Бребеф і кілька інших місіонерів потрапили у полон до ірокезів, які у ті часи були запеклими ворогами гуронів. Разом з полоненими гуронами, місіонери зазнали тортур. 16 березня 1649 року п'ятеро полонених місіонерів, включно з Бребефом, були закатовані до смерті.
У 1930 році Католицька церква визнала Жана де Бребефа святим.

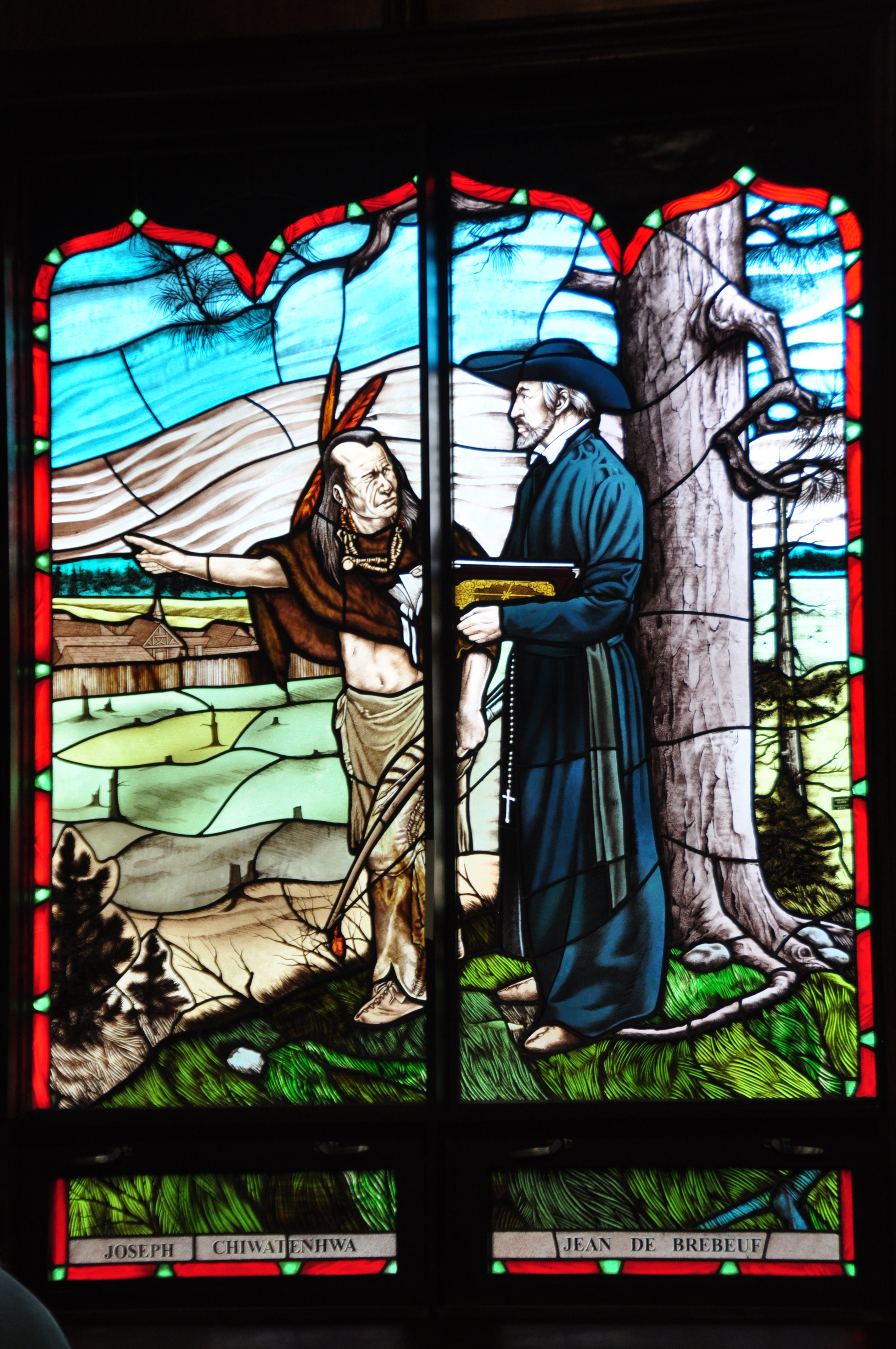
Зображення Жана де Бребефа на вітражі у церкві в Мідленді

У Квебеку його ім'я носять кілька навчальних закладів, зокрема Коледж Жана де Бребефа (Монреаль), у якому навчався П'єр Трюдо.